# Пол Боффа
Пол Боффа (Paul Boffa) (30 червня 1890, Біргу, Мальта — 6 липня 1962 року, Паола, Мальта) — мальтійський державний діяч, прем'єр-міністр Мальти (1947—1950).

## Біографія
Пол Боффа народився 30 червня 1890 року. У 1912 році закінчив медичний факультет Королівського університету Мальти. Він отримав ступінь доктора медицини. Під час Першої світової війни служив у Королівському медичному корпусі на Мальті, в Салоніках і на санітарних суднах. Після війни працював лікарем загальної практики в Паолі. З 1921 року займався політичною діяльністю.
У 1955 р пішов з політики за станом здоров'я. У 1956 р королева Єлизавета II надала йому лицарське звання.

## Політична кар'єра
Пол Боффа у 1921 році вступив в ряди Лейбористської партії. У 1924 році він був обраний у Законодавчі збори. У 1927 р був обраний головою Лейбористської партії. У 1936—1939 рр. був членом Виконавчої ради. Під час Другої світової війни служив лікарем. На перших післявоєнних виборах (1945) знову обирається до парламенту країни.
У 1947—1950 рр. — прем'єр-міністр Мальти як британської колонії. Уряд Боффо розпочав створення соціальної системи на островах, поліпшивши системи початкової освіти і пенсійного забезпечення. Однак розбіжності між пробританським Боффо і більш націоналістичним Мінтофф привели до розколу партії в 1949 році. В результаті Боффа зі своїми прихильниками утворив Мальтійську робітничу партію. У 1950 р він програв парламентські вибори і пішов у відставку.
У 1951—1955 рр. -Пол Боффа був міністром охорони здоров'я кабінеті Джорджа Олівера.